# Policía de Israel

Emblema de la Policía israelí.

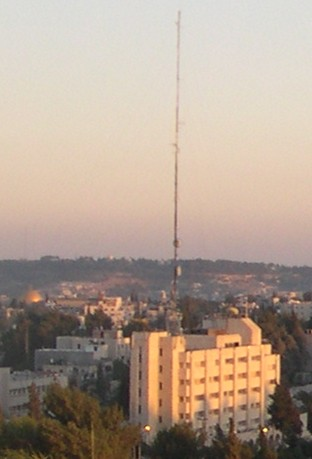
Jefatura Nacional de la Policía de Israel en Jerusalén.

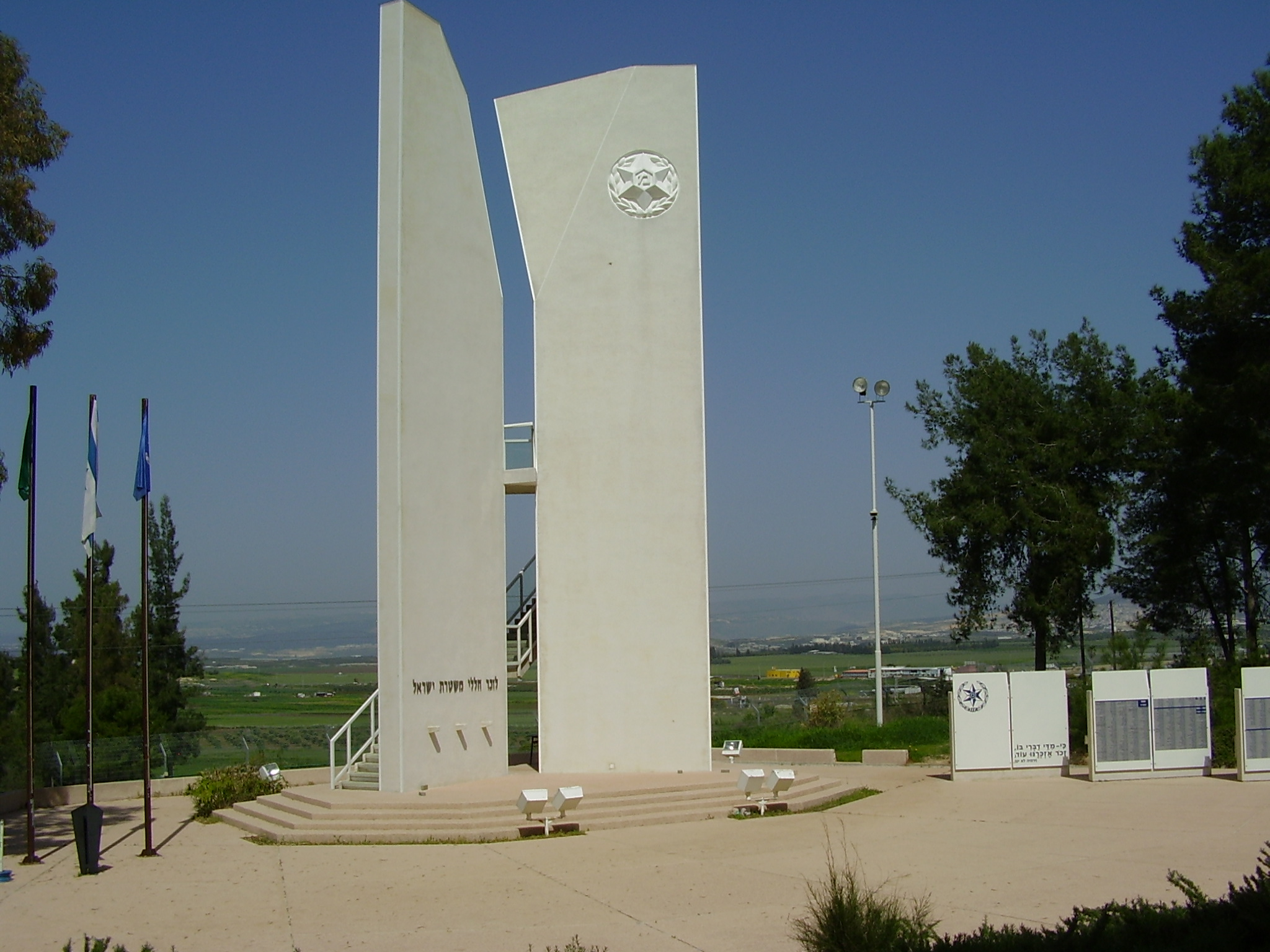
Memorial de la Policía israelí.

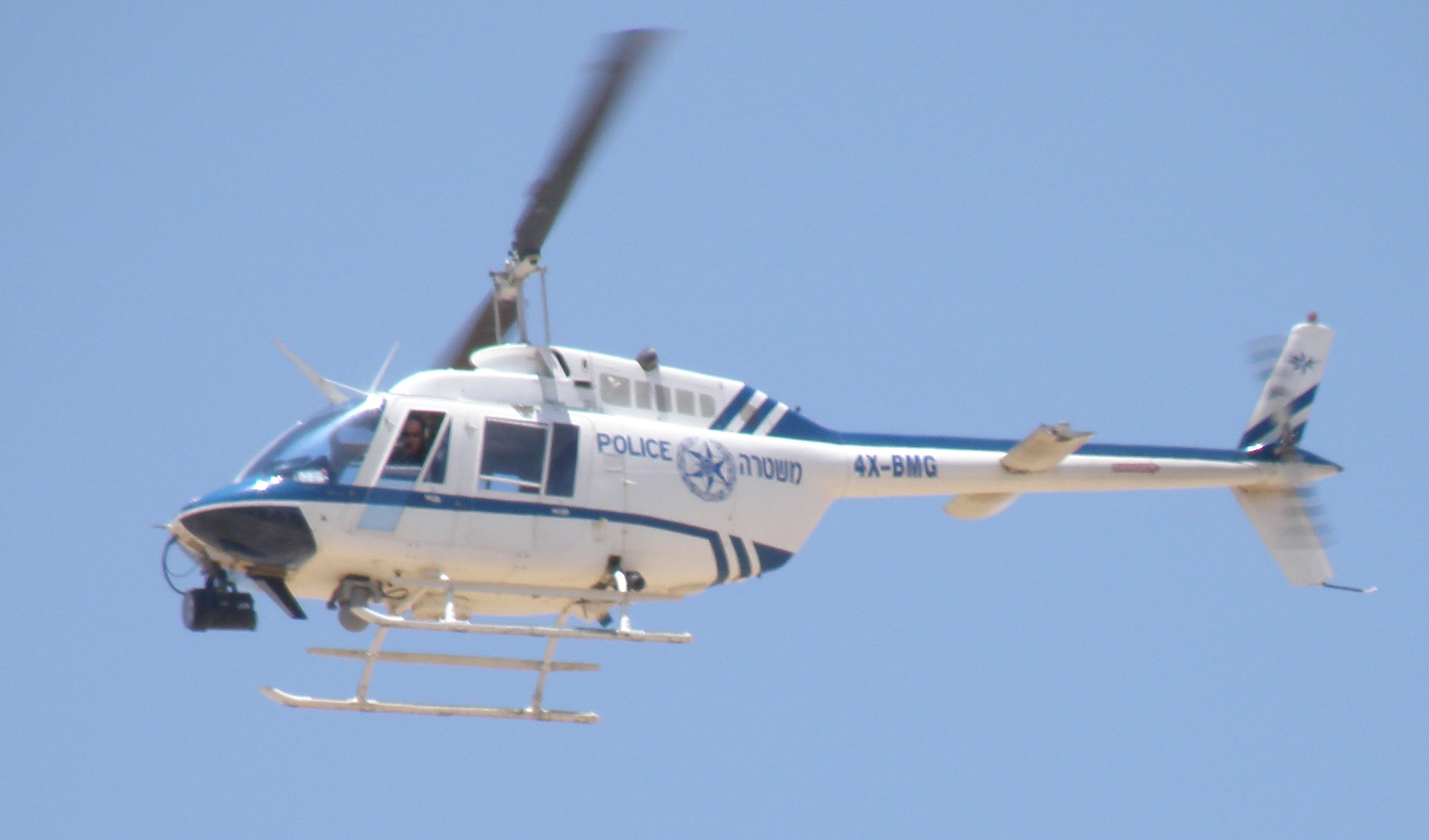
Helicóptero de la Policía israelí

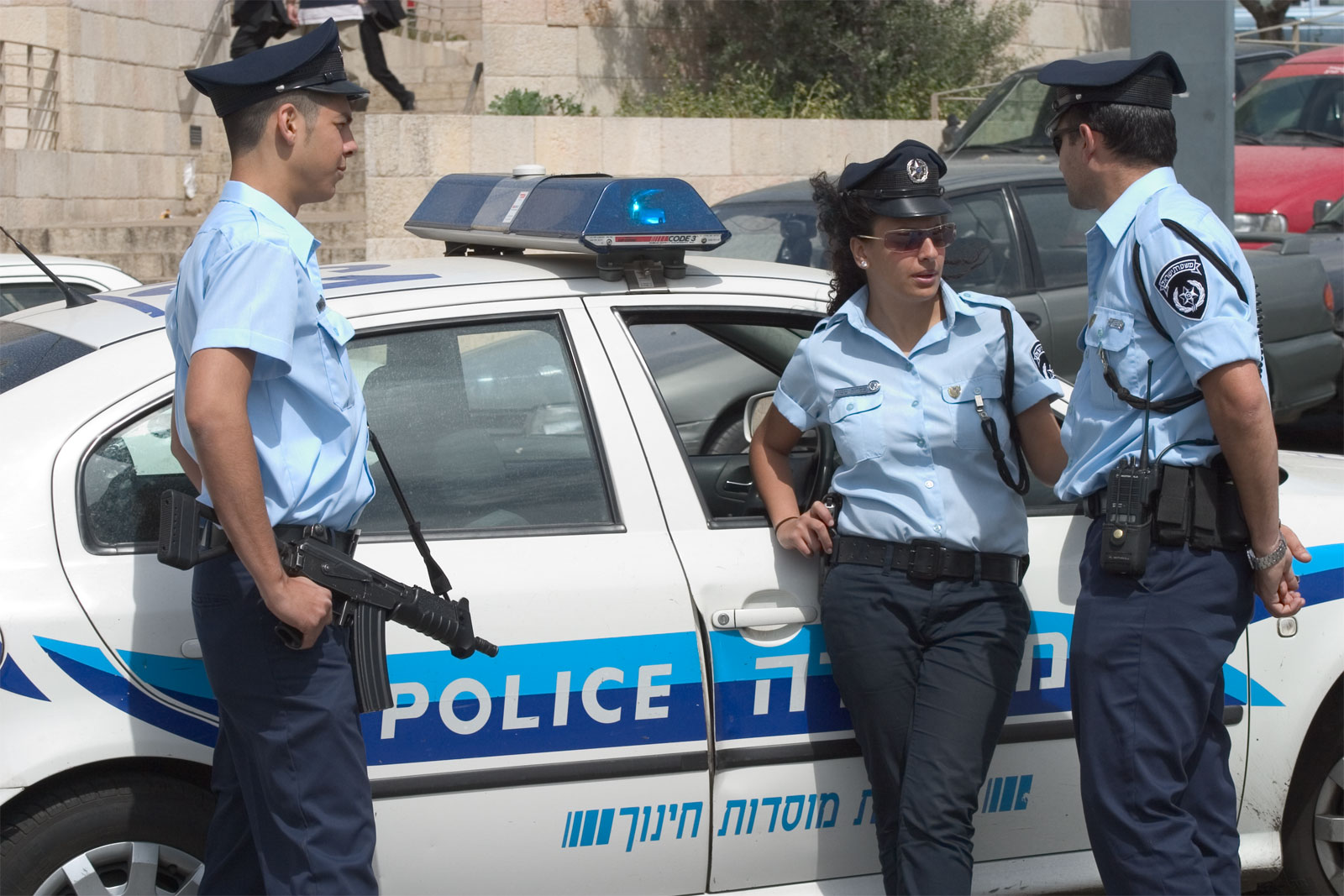
Agentes de la policía israelí junto a un coche patrulla.

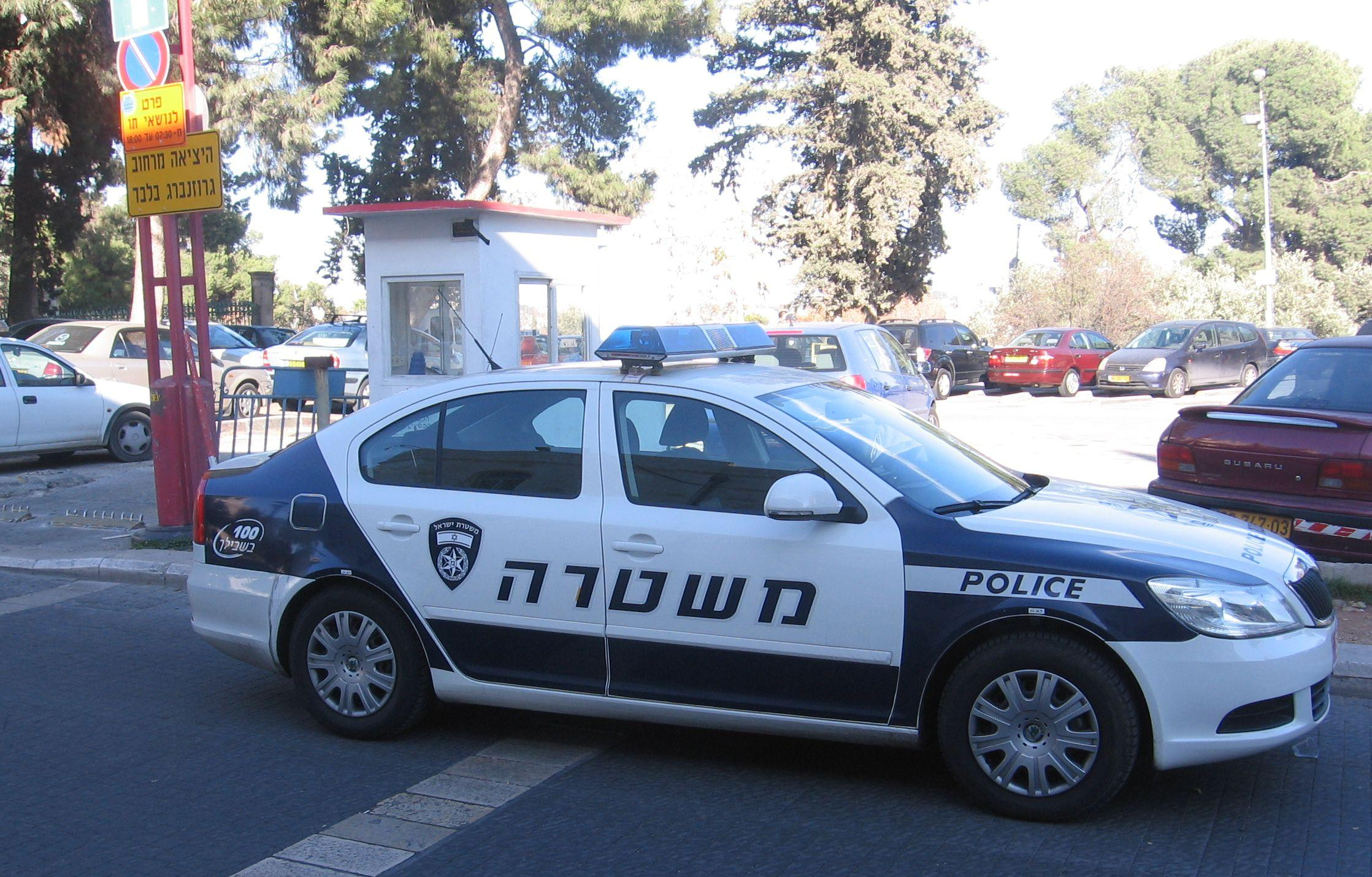
Coche patrulla de la policía israelí, Škoda Octavia II 2009.

La Policía de Israel (en hebreo: משטרת ישראל, Mishteret Yisrael; en árabe: شرطة اسرائيل) es la fuerza de policía en el estado de Israel. Como la mayoría de las otras fuerzas de policía en el mundo, sus deberes incluyen la lucha contra el crimen, el control de tráfico y el mantenimiento de la seguridad pública.
El comisionado actual de la policía es Rav-Nitzav (Comisario General) Dudi Cohen, que sucedió a Rav-Nitzav Moshe Karadi.
En caso de urgencia, un civil (en Israel) puede llamar a la policía marcando el número 100 desde cualquier teléfono.
La Jefatura Nacional de la Policía de Israel se encuentra en Kiryat Menachem Begin en Jerusalén.

## Funciones
La policía de Israel es responsable de la seguridad pública, mantenimiento del orden público, el asegurar los eventos públicos y manifestaciones, el desmantelamiento de los objetos sospechosos y explosivos (EOD), las operaciones antidisturbios y de control de masas, la aplicación de la ley, la lucha contra la delincuencia, el trabajo de detectives, las operaciones encubiertas contra las redes de la droga, la investigación de sospechosos, el control de tráfico por carretera, operaciones de la Guardia Civil, la tramitación de reclamaciones civiles, el manejo de la violencia juvenil y campañas de educación pertinentes.

## Organización
La Policía de Israel constituye una fuerza profesional, con unas 35.000 personas en su nómina. También hay 70,000 voluntarios de la Guardia Civil que contribuyen con parte de su tiempo para ayudar a los funcionarios en sus propias comunidades. La policía se organiza en los siguientes divisiones principales:

### Unidades
- Relaciones Internacionales
- Asesoría Jurídica
- Control de la Inmigración
- Auditoría y Cuentas
- Delitos Económicos
- Denuncias Públicas
- Tribunal Disciplinario
- Servicio de Administración
- Seguridad
- Apelaciones
- Controlador
- Portavoz

### Departamentos
- Recursos Humanos
- Investigación e Inteligencia
- Apoyo Logístico
- Organización y planificación
- Tráfico - incluye la Policía Nacional de Tránsito
- Patrullaje y Seguridad
- Comunidad y Guardia Civil

### Distritos Regionales
- Distrito Central
- Distrito Sur
- Distrito Norte
- Distrito de Judea y Samaria (Cisjordania)
- Distrito de Tel Aviv
- Distrito de Jerusalén

## Orquesta de la policía israelí
La Orquesta de la Policía de Israel (en hebreo, תזמורת משטרת ישראל, Tizmoret Misteret Yisrael ) es la orquesta musical de la policía israelí, participa en las ceremonias policiales, así como las ceremonias oficiales del Estado, en eventos municipales y en diversas celebraciones comunitarias. La banda de música de la policía palestina se fundó en 1921. La banda de la policía de Israel, se formó poco después del establecimiento del Estado de Israel en el territorio del Mandato Británico de Palestina. Aubrey Silver, un músico judío de Londres, fue maestro de la banda desde 1921 hasta su muerte en 1944. Naphtali Grabow ocupó ese mismo cargo desde 1944 hasta 1961. Menashe Lev fue el director de la orquesta en 2008. El director actual es Michael Gurevich.

## Unidades operacionales
- La Guardia Civil: una organización de ciudadanos voluntarios  que le asisten en la labor policial cotidiana. Los miembros son capacitados para proporcionar la respuesta inicial a una situación de seguridad hasta que llegue la Policía. Los voluntarios de la Guardia Civil  están armados con carabinas m4 personales y pistolas. La Guardia Civil también tienen unidades especiales, en la que sus miembros requieren más capacitación y un mayor nivel de compromiso.

- La policía de fronteras ("Magav") es el brazo armado de la policía y sirve principalmente en las fronteras, en Judea y Samaria y en las zonas rurales. La Policía de Fronteras está formada por agentes voluntarios y por reclutas de las FDI que realizan el servicio militar en la Policía.

- La Yamam (acrónimo de Unidad Especial de Policía) es la élite de la policía la unidad de rescate de rehenes. Es conocido como uno de los más experimentados y especializados en el mundo. La unidad ha participado en cientos de operaciones dentro y fuera de las fronteras de Israel.[2]

- La Yasam es la unidad antiterrorista de guardia en cada distrito. Las unidades, que originalmente comenzaron como Granaderos, fueron llamadas para ayudar en operaciones de lucha contra el terrorismo. Se ha ganado una reputación de ser la fuerza de élite de guardia y están listos en cualquier momento. El Yasam tiene subunidades de respuesta rápida que operan con motocicletas.

## Lista de los Comisarios Generales
- Yehezkel Sahar (1948–1958)
- Yosef Nachmias (1958–1964)
- Pinhas Kopel (1964–1972)
- Aaron Sela (1972)
- Shaul Rosolio (1972–1976)
- Haim Tavori (1976–1979)
- Herzl Shapir (1980)
- Aryeh Ivtzen (1981–1985)
- David Kraus (1985–1990)
- Yaakov Turner (1990–1993)
- Rafi Peled (1993–1994)
- Asaf Hefetz (1994–1997)
- Yehuda Vilk (1998–2000)
- Shlomo Aharonishki (2001–2004)
- Moshe Karadi (2004–2007)
- Dudi Cohen (2007–2011)
- Yohanan Danino (2011–2015)
- Bentsi Sao (interino) (2015)
- Roni Alsheikh	(2015–2018)
- Motti Cohen (2018–2021)
- Kobi Shabtai (2021–2024)
- Avshalom Peled (2024–act.)